# Roy Heiner
Roy Heiner (Virginia, Zuid-Afrika, 22 november 1960) is een Nederlands zeiler. 
Hij nam voor Nederland viermaal deel aan de Olympische Spelen. Op de Spelen van  1988 en 1996 behaalde hij respectievelijk een zevende plaats en een bronzen medaille op het onderdeel Finn-klasse (monotype). 
Op de Spelen van 1992 behaalde hij een achttiende plaats in de Soling-klasse samen met Peter Burggraaff en Han Bergsma. Op de Spelen van 2000  deed hij weer mee in de Soling-klasse, nu behaalde hij een vierde plaats samen met Peter van Niekerk en Dirk de Ridder.
In 1997/1998 nam Roy Heiner deel aan de Whitbread Round the World Race, een voorloper van de Volvo Ocean Race. Hij nam na de tweede etappe de plaats in van Hans Bouscholte als schipper van de Brunel Sunergy. Hij werd met deze boot achtste in het eindklassement. Tijdens de Volvo Ocean Race 2000/2001 werd Roy Heiner op zijn beurt als schipper van de Assa Abloy al na de eerste etappe vervangen door de Brit Neal Mcdonald. Roy Heiner was als Technical Sailing Director van Team ABN AMRO in de Volvo Ocean Race 2005/2006 betrokken bij de overwinning van het prestigieuze zeilteam.
In 1996 richtte hij zijn eigen bedrijf Team Heiner op, waarin topsport en bedrijfsleven elkaar op professionele wijze ontmoeten. Zijn bedrijf is gevestigd in Lelystad.
Zijn zoon Nicholas Heiner is ook wedstrijdzeiler geworden en werd in 2014 wereldkampioen in de Laserklasse.